# Palazzo della Scuola di Disegno
Il palazzo della Scuola di Disegno è un edificio di Pavia, in Lombardia.

## Storia
Nel 1805 Napoleone ordinò che il collegio Ghislieri divenisse sede della scuola Militare di Ufficiali di Fanteria del Regno d'Italia, per questa ragione fu reso necessario la creazione, accanto al collegio cinquecentesco, di un edificio destinato all'armeria e alla scuola di disegno. Il progetto fu affidato a Pietro Gilardoni, architetto d'ufficio del ministero dell'Interno. La scuola non ebbe una lunga vita: inaugutata nel 1806, nel 1814, con il ritorno degli austriaci, divenne Cesarea Regia Scuola Militare, ma venne soppressa nel 1816 e l'edificio venne ceduto al collegio Ghislieri, divenendo sede degli uffici amministrativi.

## Descrizione
Il palazzo si presenta come un blocco parallelepipedo con una solida base a bugnato. Diviso in senso orizzontale da un marcapiano, che ripete l'analoga scansione del palazzo del collegio, è caratterizzato dal ritmo regolare delle tre file finestre: sormontate da lunette con decorazione a testa di leone in pietra di Viggiù. Al piano nobile la muratura si apriva in un loggiato di ampie aperture ad arco, ridotte a finestre da Giuseppe Marchesi tra il 1824 e il 1825.